# Суворов, Александр Георгиевич
Александр Георгиевич Суворов (род. 4 ноября 1957, Благовещенск) — российский политик, представитель от исполнительного органа государственной власти Амурской области в Совете Федерации ФС РФ (2015—2018), член Комитета Совета Федерации по обороне и безопасности.

## Биография
Александр Суворов родился 4 ноября 1957 года в городе Благовещенск, Амурская область. Получил высшее образование в Благовещенском сельскохозяйственном институте. После окончания ВУЗа начал трудовую деятельность в 1982 году экономистом совхоза «Егорьевский» Благовещенского района, позднее работал в областном объединении «Амурплодоовощхоз».
В сентябре 1984 года Александр Георгиевич стал инструктором отдела по вопросам агропромышленного комплекса в областном Совете профсоюзов, впоследствии перешел в Федерацию профсоюзов Амурской области в той же должности.
С июня 2001 по март 2008 года занимал пост заместителя председателя, затем председателя Федерации профсоюзов Амурской области.
Постановлением Губернатора Амурской области утвержден в первый состав Общественной палаты Амурской области. Возглавлял комиссию Общественной палаты области по общественному контролю за соблюдением прав и свобод человека и гражданина, вопросам общественной безопасности и правопорядка.
Правительством Амурской области Александр Суворов делегирован в Совет Федерации. Наделен полномочиями с 21 сентября 2015 года. Входит в Комитет СФ по обороне и безопасности.

## Награды
За многолетний добросовестный труд награжден:
- нагрудным знаком Федерации независимых профсоюзов России «За активную работу в профсоюзах»;
- нагрудным знаком «За заслуги перед профдвижением РФ»;
- юбилейной медалью ФНПР «100 лет профсоюзам России»;
- юбилейной медалью «90 лет Профсоюзу государственных учреждений России»[3].